# ۸۵۹ (میلادی)

## رویدادها
- زمین‌لرزه خراسان. به احتمال زیاد این رویداد یک پسلرزه آسیبرسان زمین لرزه ۸۵۶ (میلادی) منطقه قومس بوده که در سمت خراسان روی داده است.